# Bánd
Bánd (deutsch Bandau) ist eine Gemeinde im Komitat Veszprém in West-Ungarn, 12 km westlich von Veszprém.

## Geschichte
Funde aus der römischen Zeit belegen Ansiedlungen in der Gegend. Die erste schriftliche Erwähnung stammt aus dem 13. Jahrhundert. Neben der Burg Essegvár gab es eine Siedlung am Fuße des Burgberges. Im Ungarischen Bürgerkrieg wurde das Dorf 1531 von Söldnern zerstört. Ab 1619 wurde das Dorf in den Steuerlisten als wüst registriert. Der wahrscheinliche Grund hierfür ist die türkische Besetzung. Bei der Wiederbesiedlung nach der Besetzung wurden die Steine der Burgruine verwendet, die somit fast verschwand.
In Bandau wird ein ungarndeutscher Dialekt gesprochen, der rheinfränkischen Ursprungs ist.

## Sehenswürdigkeiten
- Burgruine Essegvár

## Verkehr
Bánd liegt an der Hauptstraße 8 zwischen Herend und Márkó.

## Söhne und Töchter der Gemeinde
- Ferenc Mádl (1931–2011), ungarischer Staatspräsident von 2000 bis 2005

## Bildergalerie

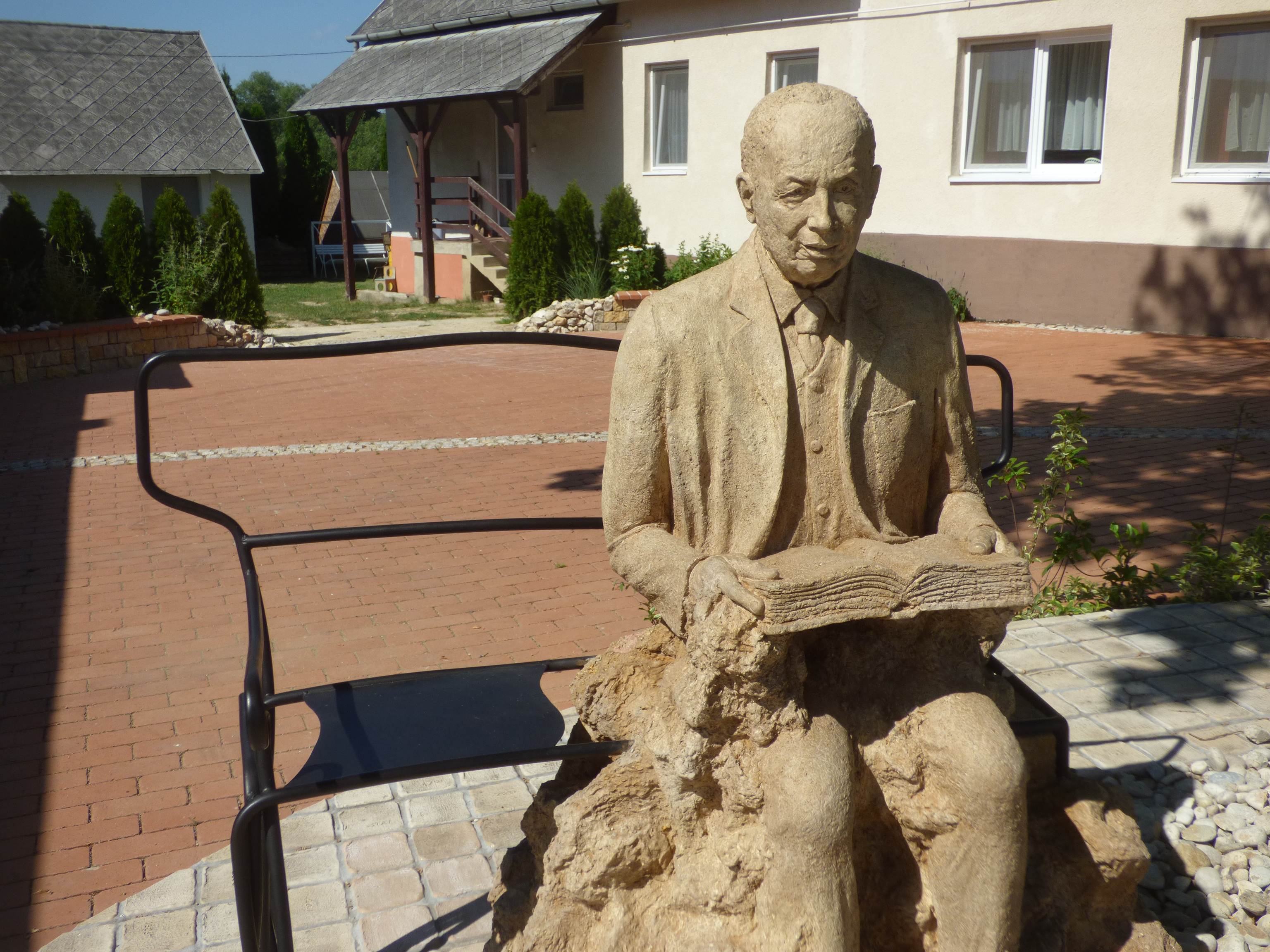
Die Ferenc Mádl Skulptur in der Dorfmitte
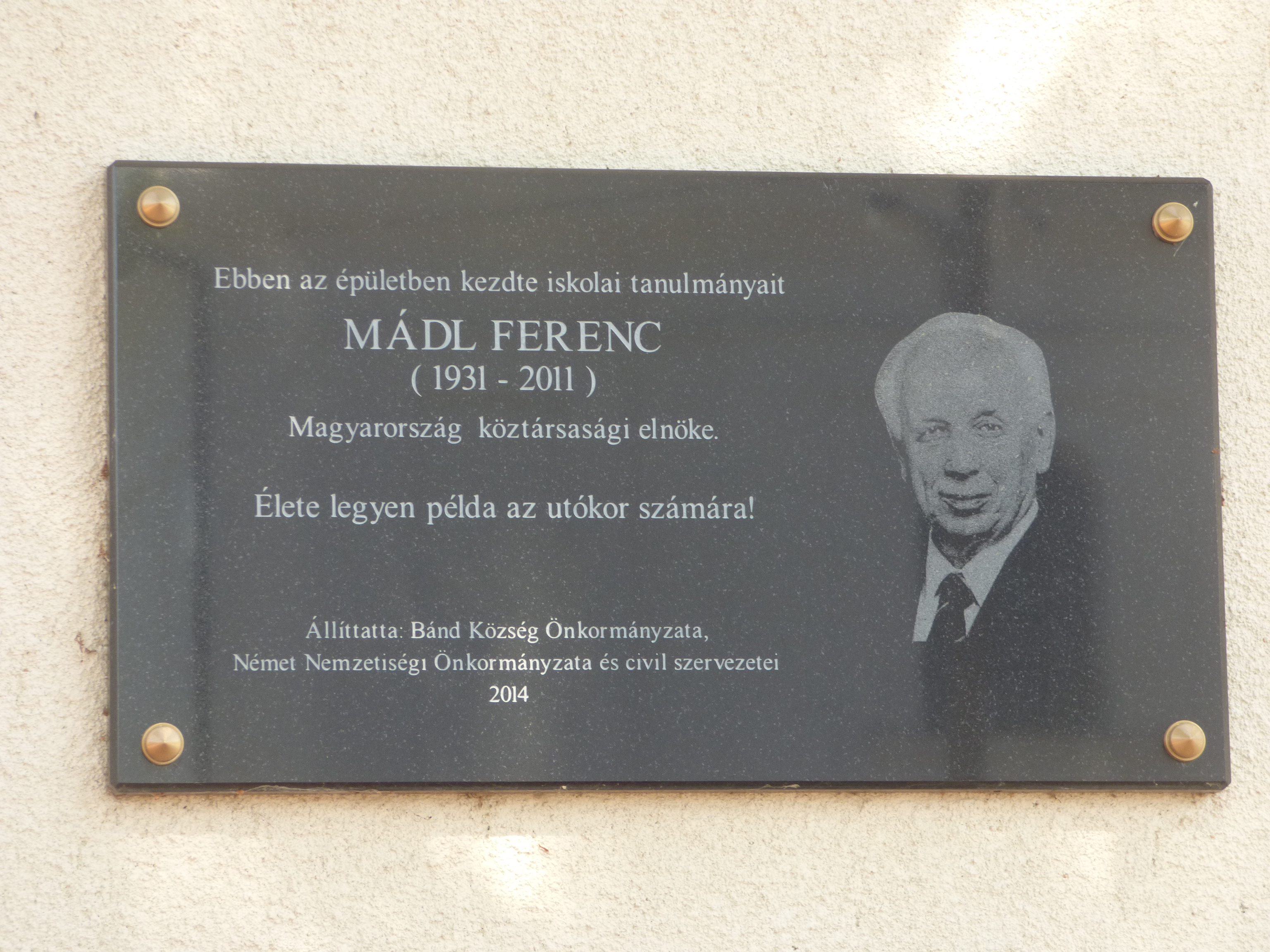
Die Mádl-Gedenktafel an der Schule
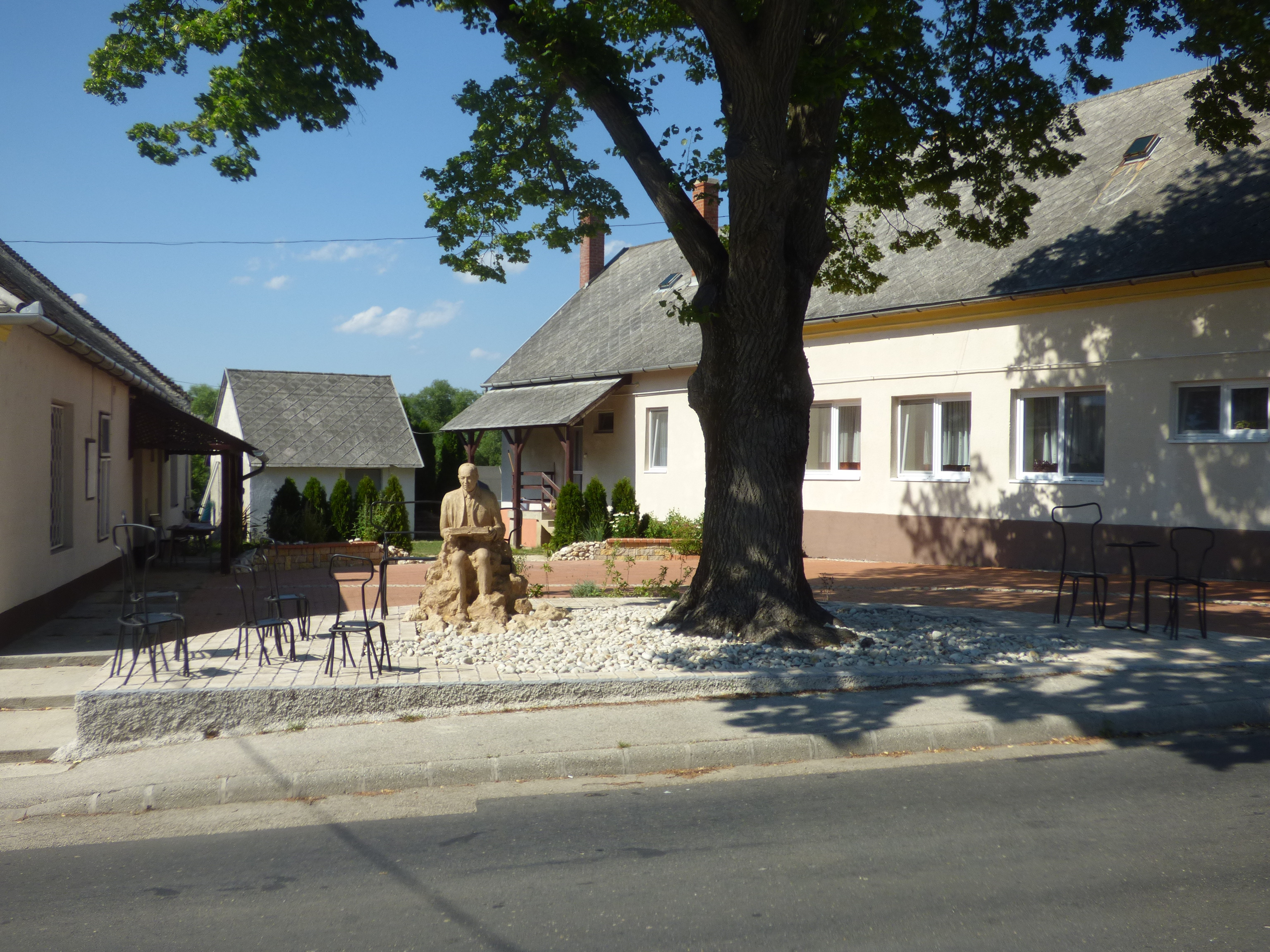
Der Dorfplatz
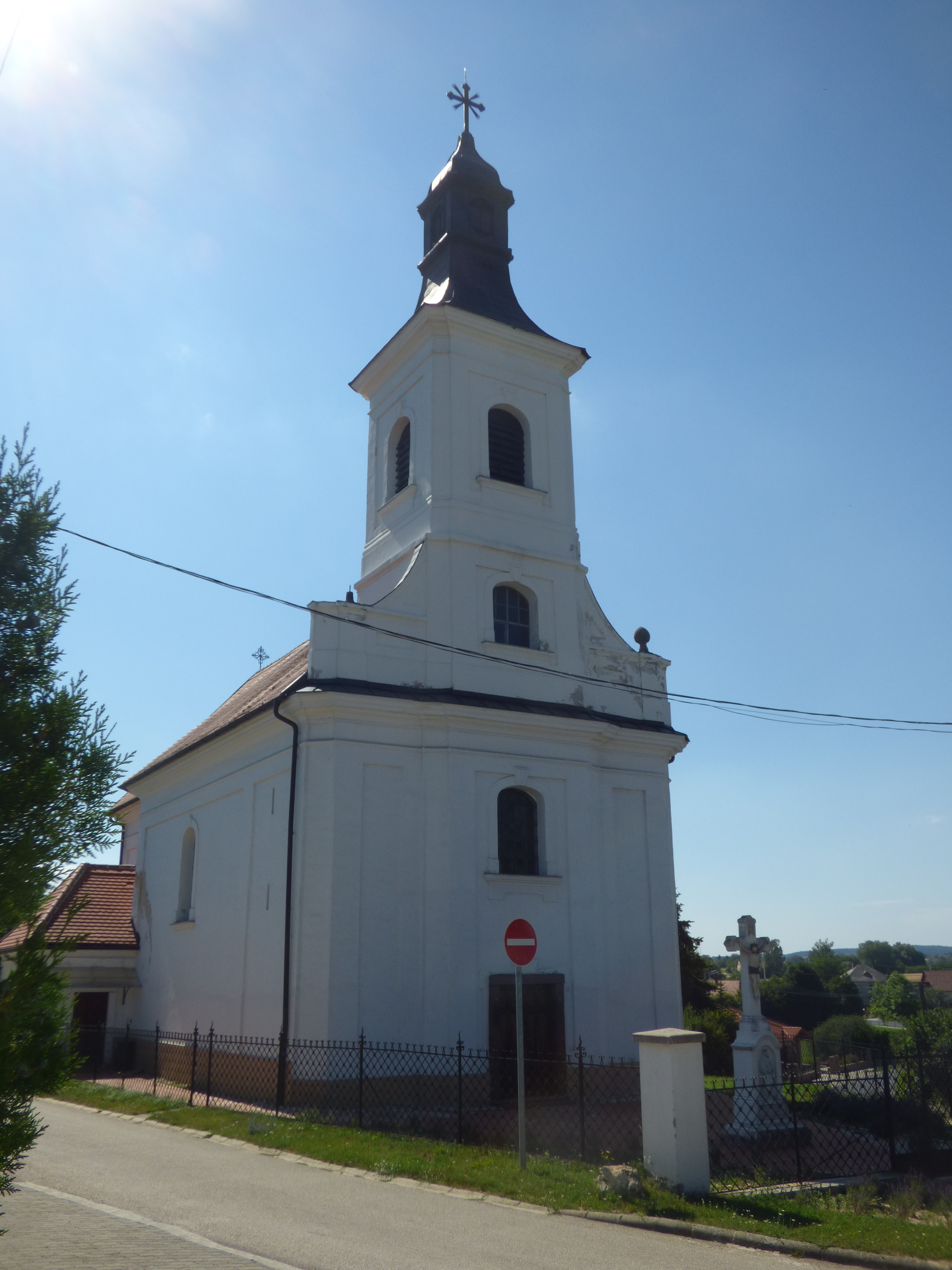
Die katholische Kirche
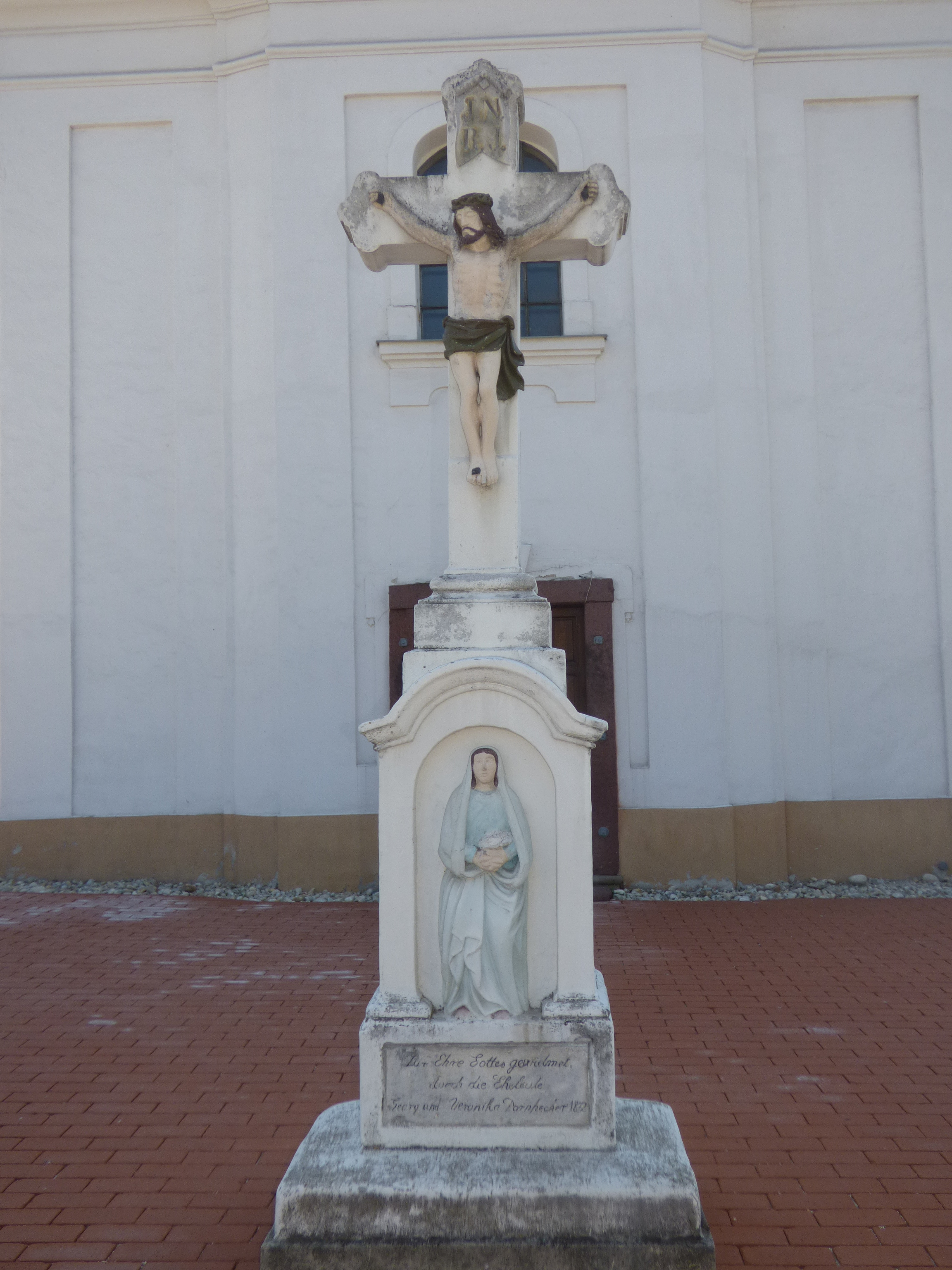
Das Steinkreuz vor dem Kirchenportal
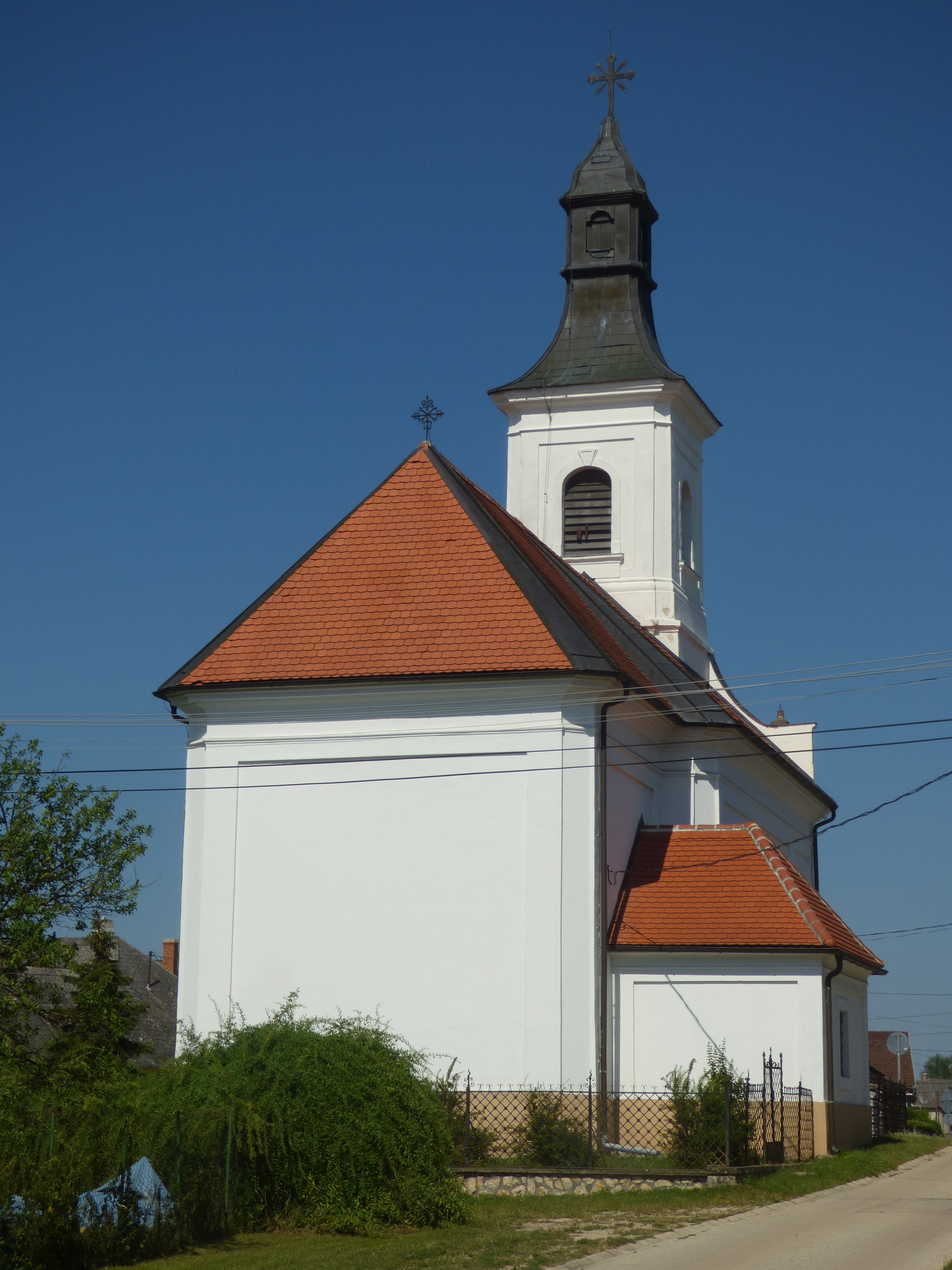
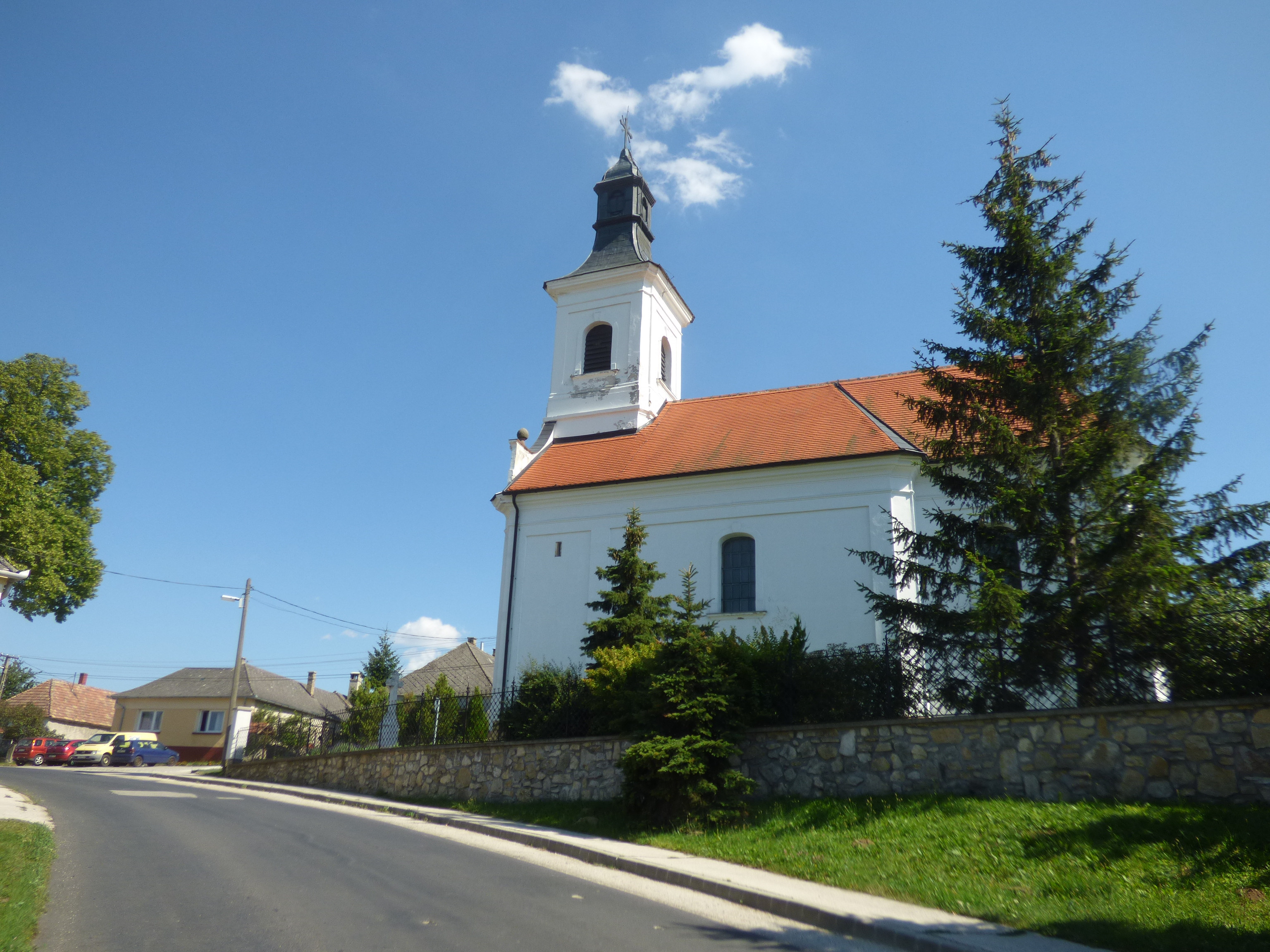
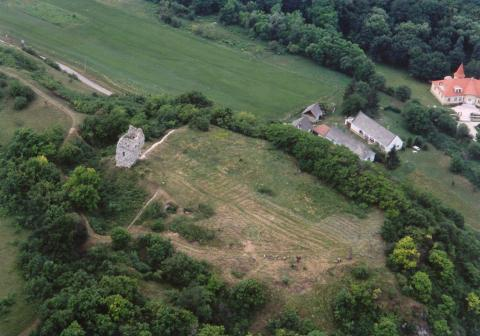
Luftbild der Burgruine Essegvár
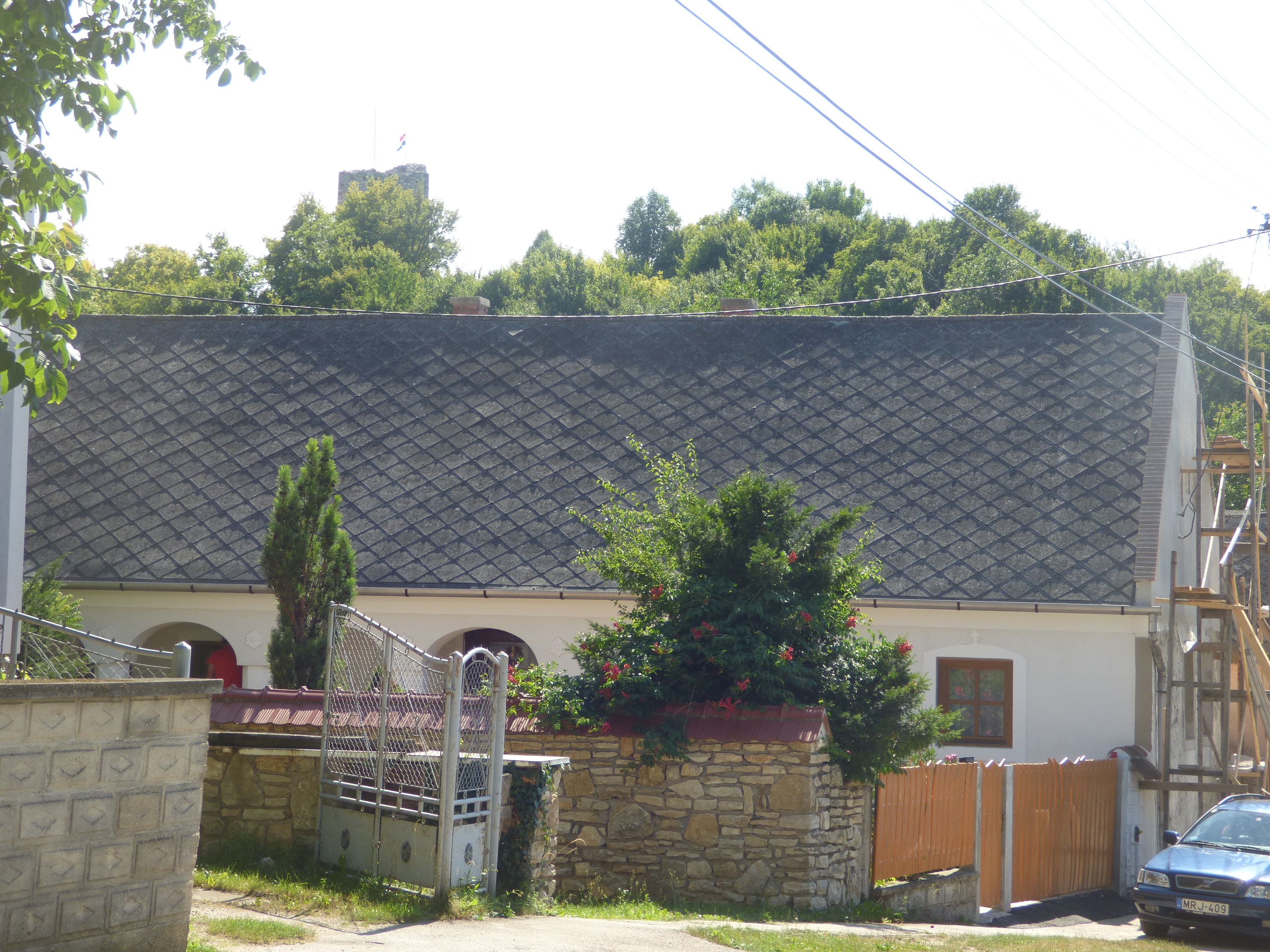
Im Hintergrund: Essegvár
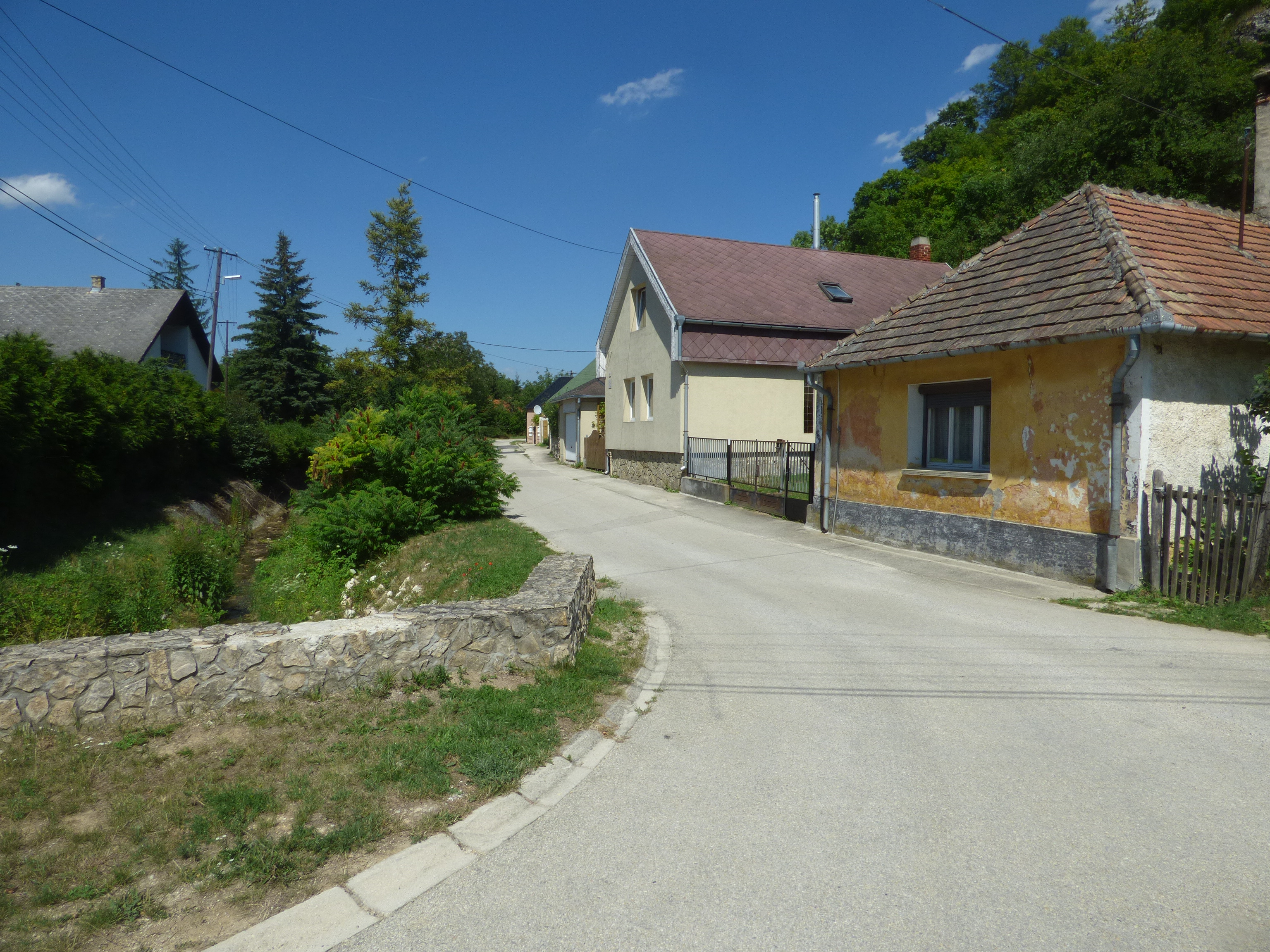
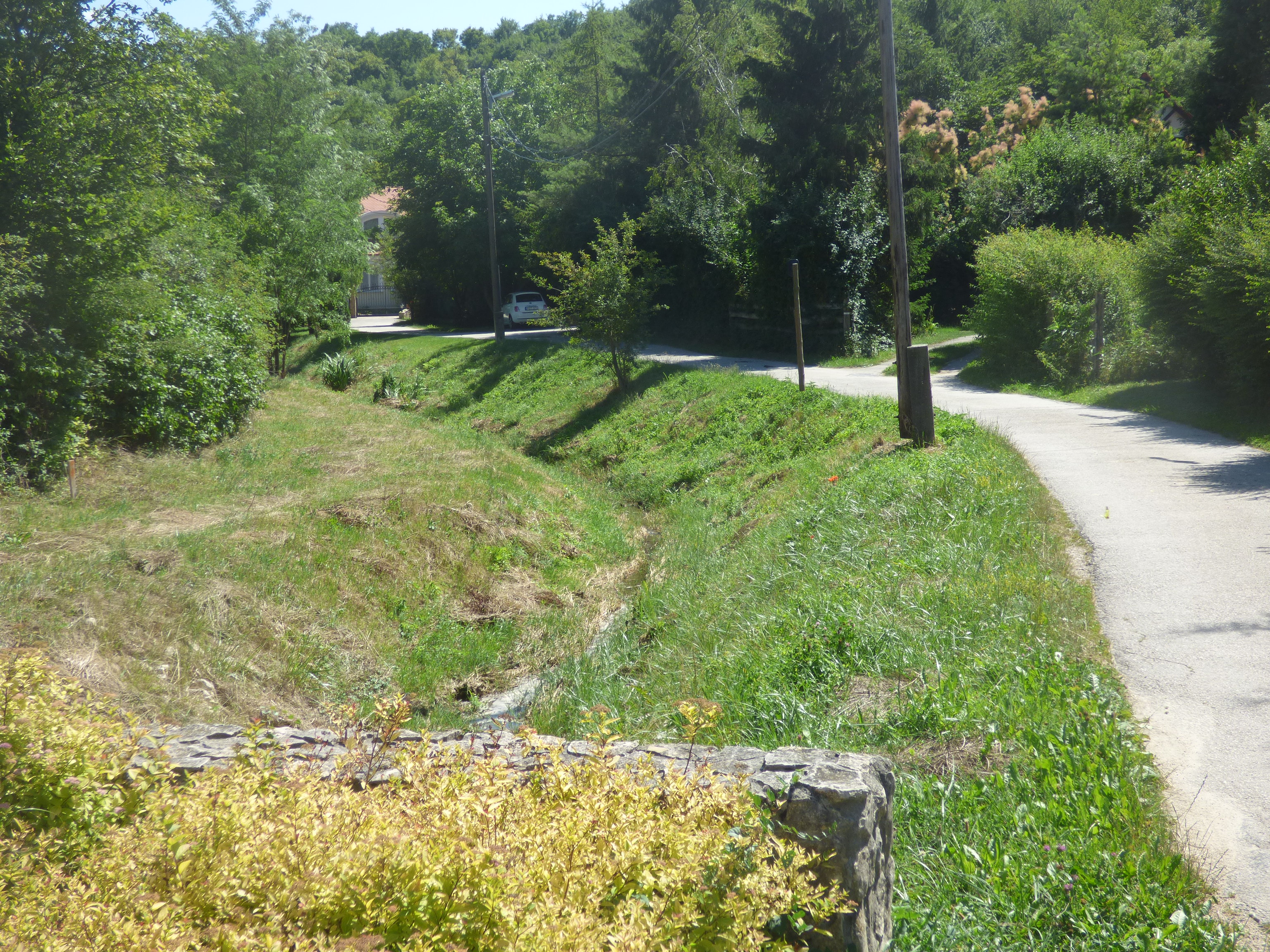
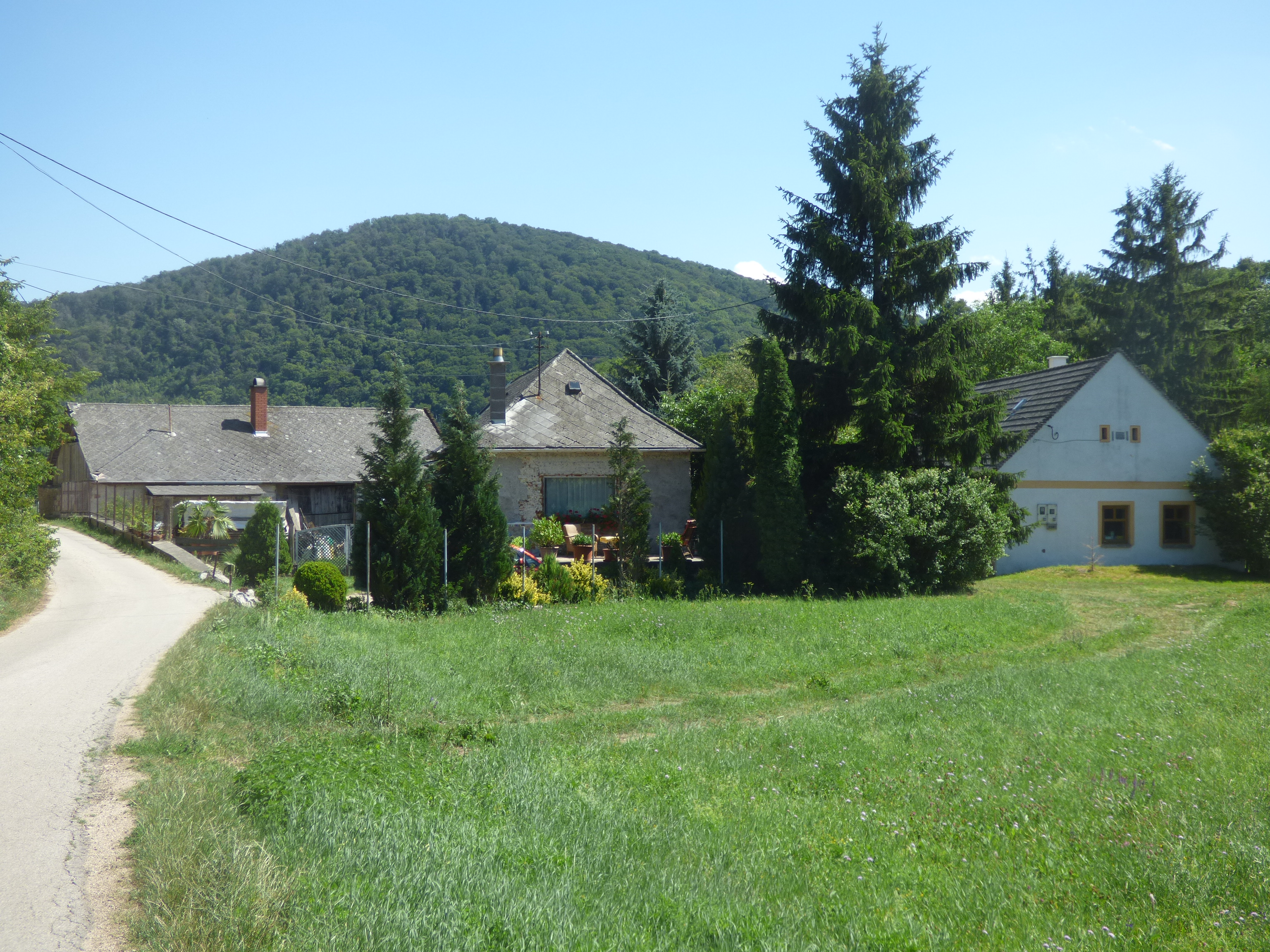
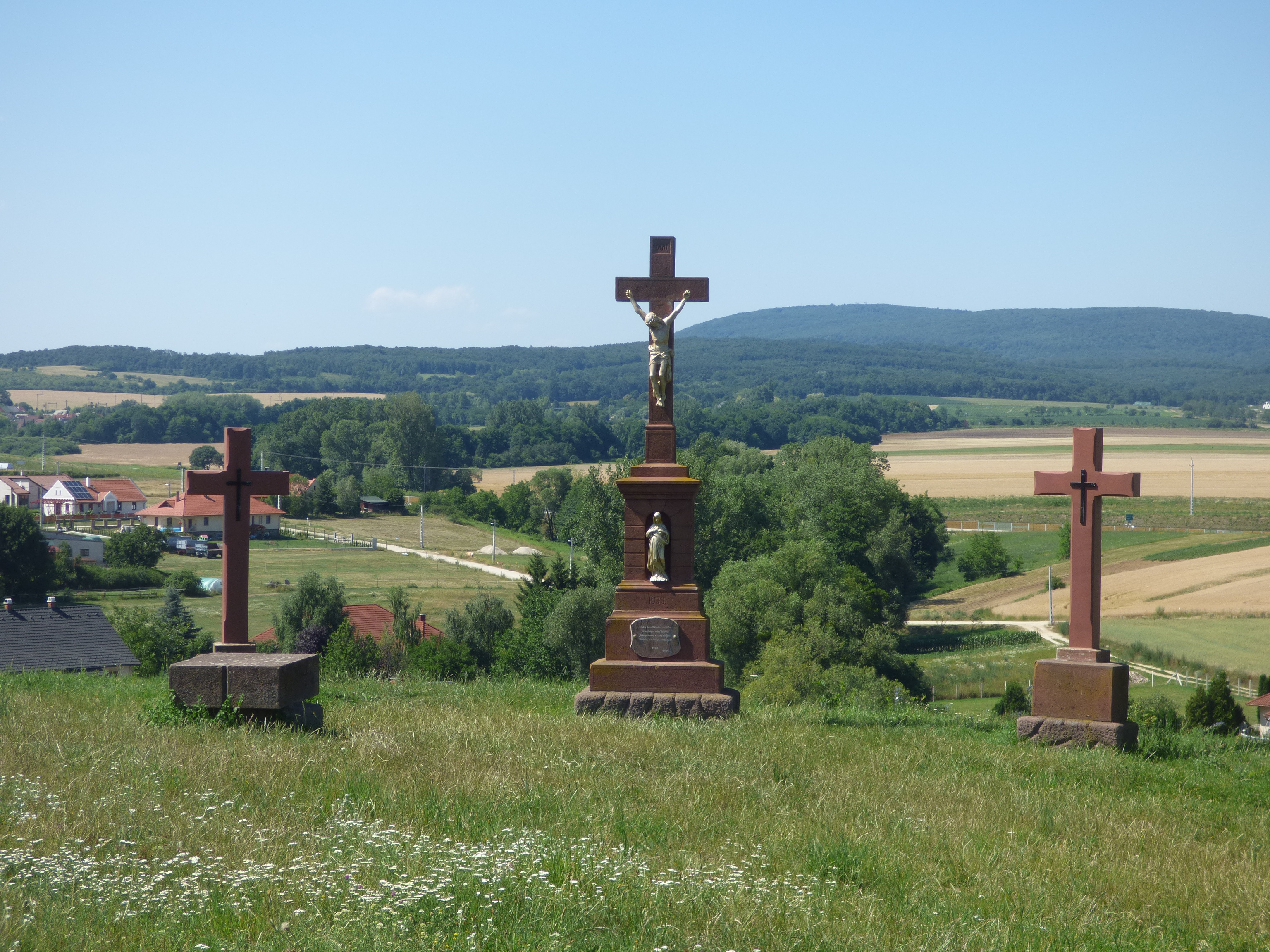
Der Kalvarienberg
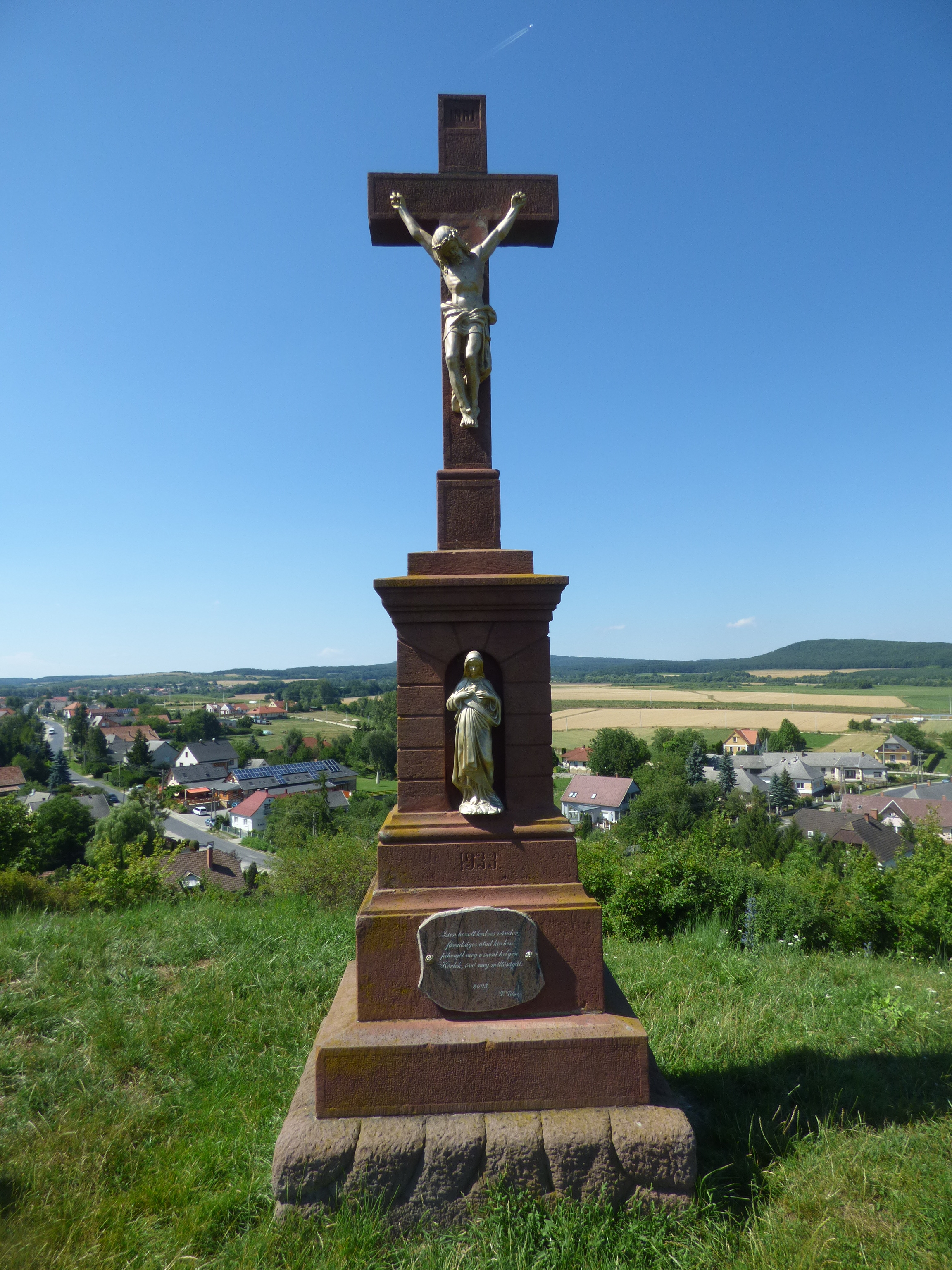
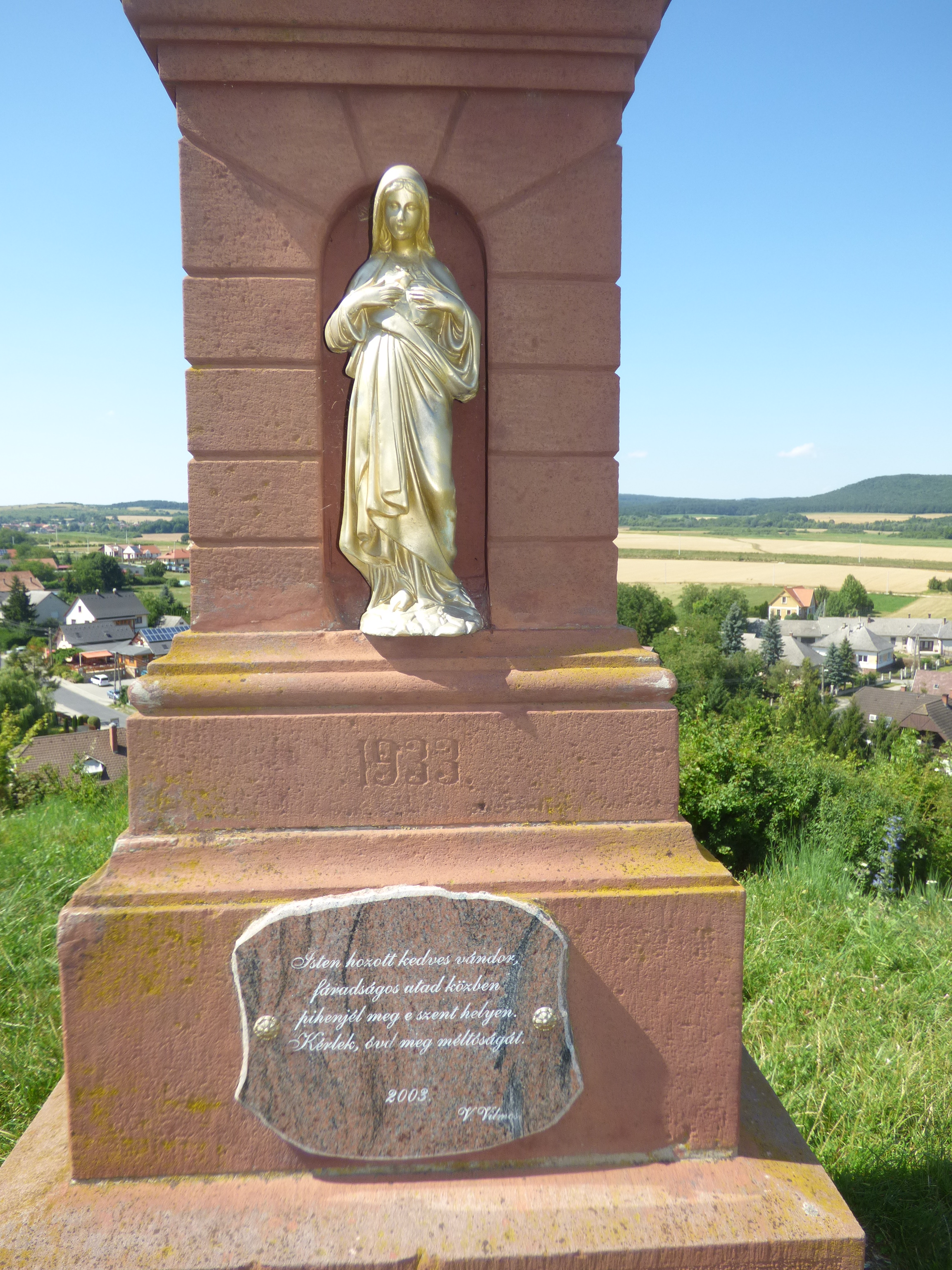
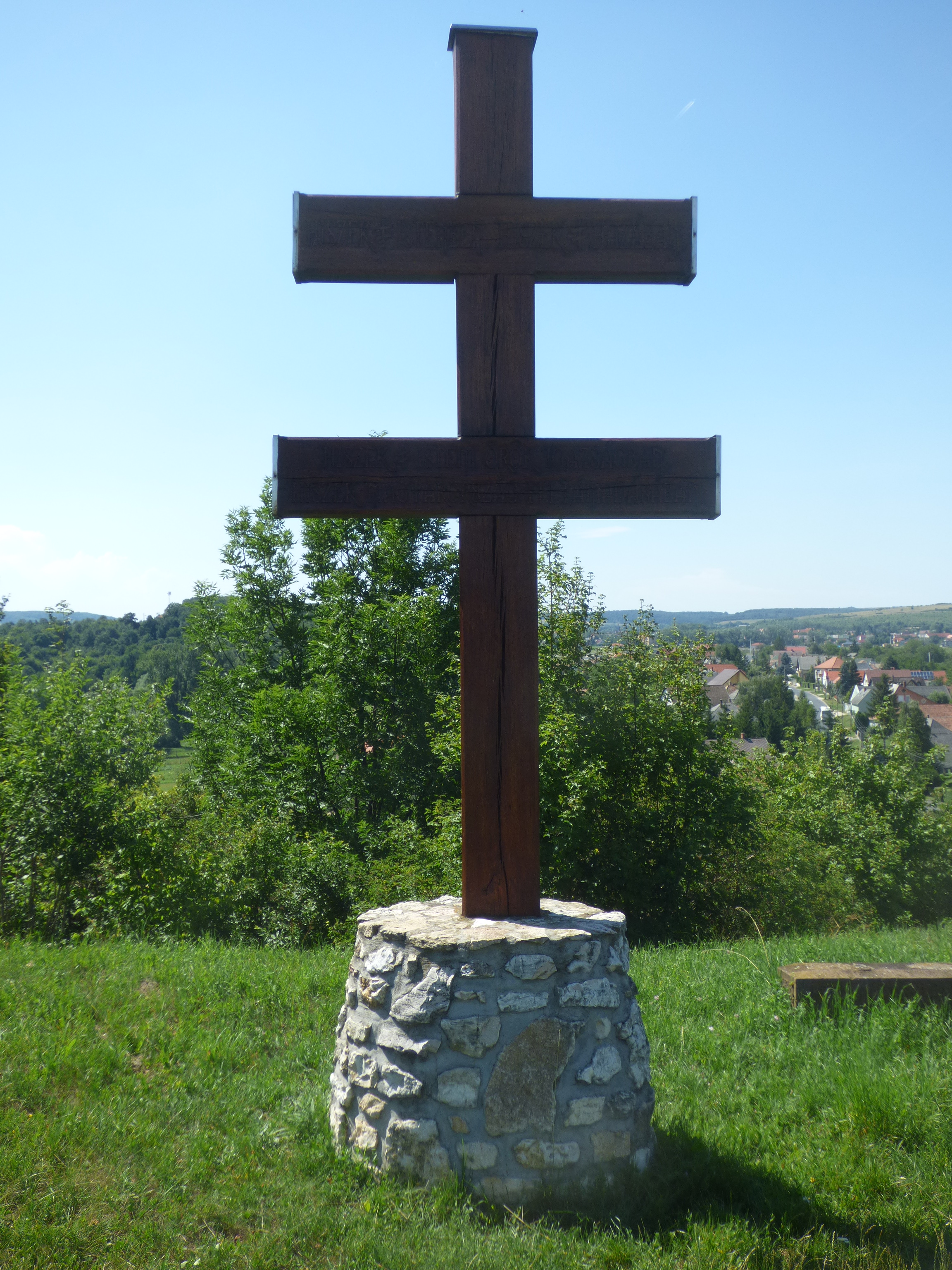
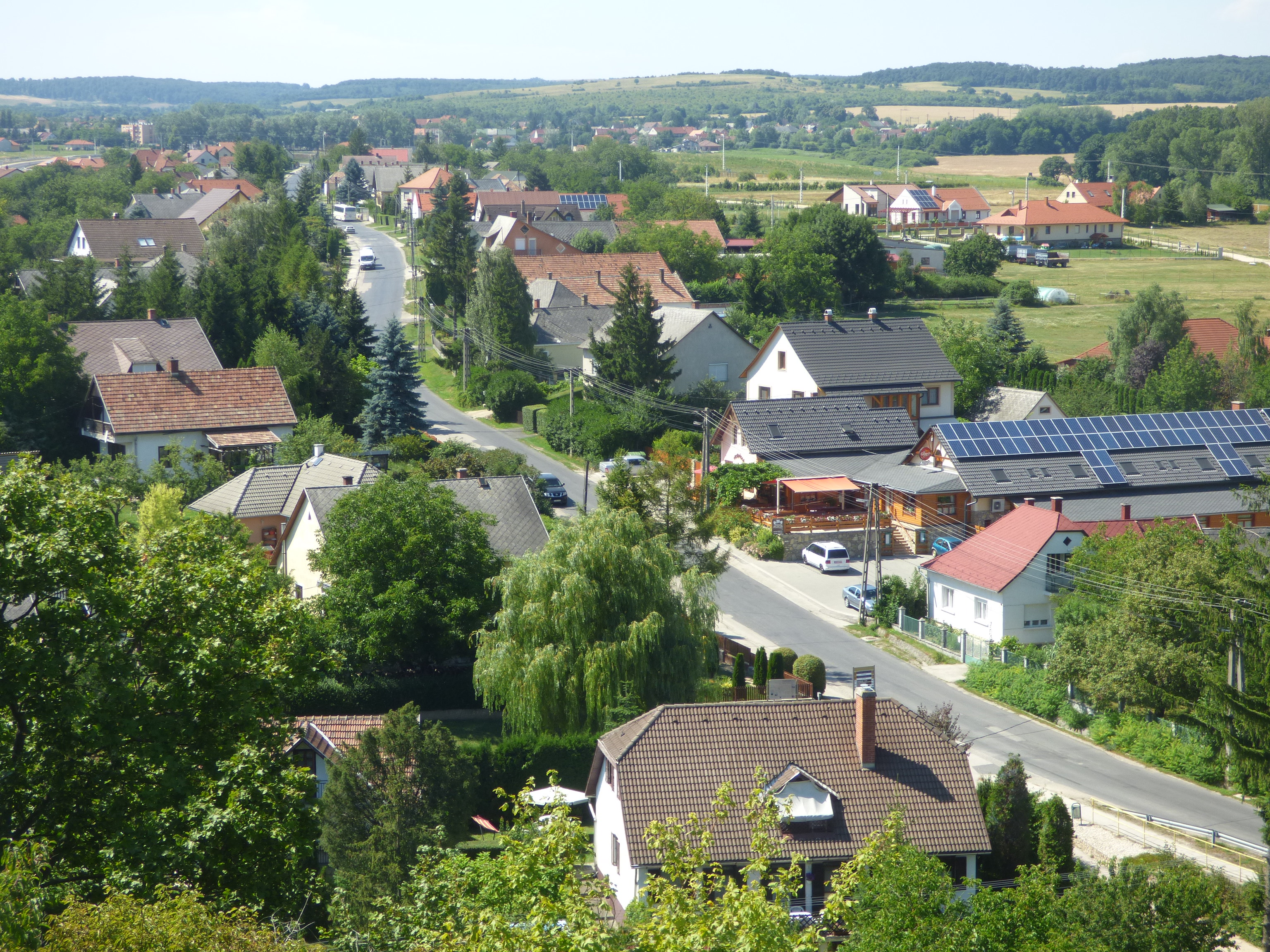
Blick vom Burgberg nach Westen
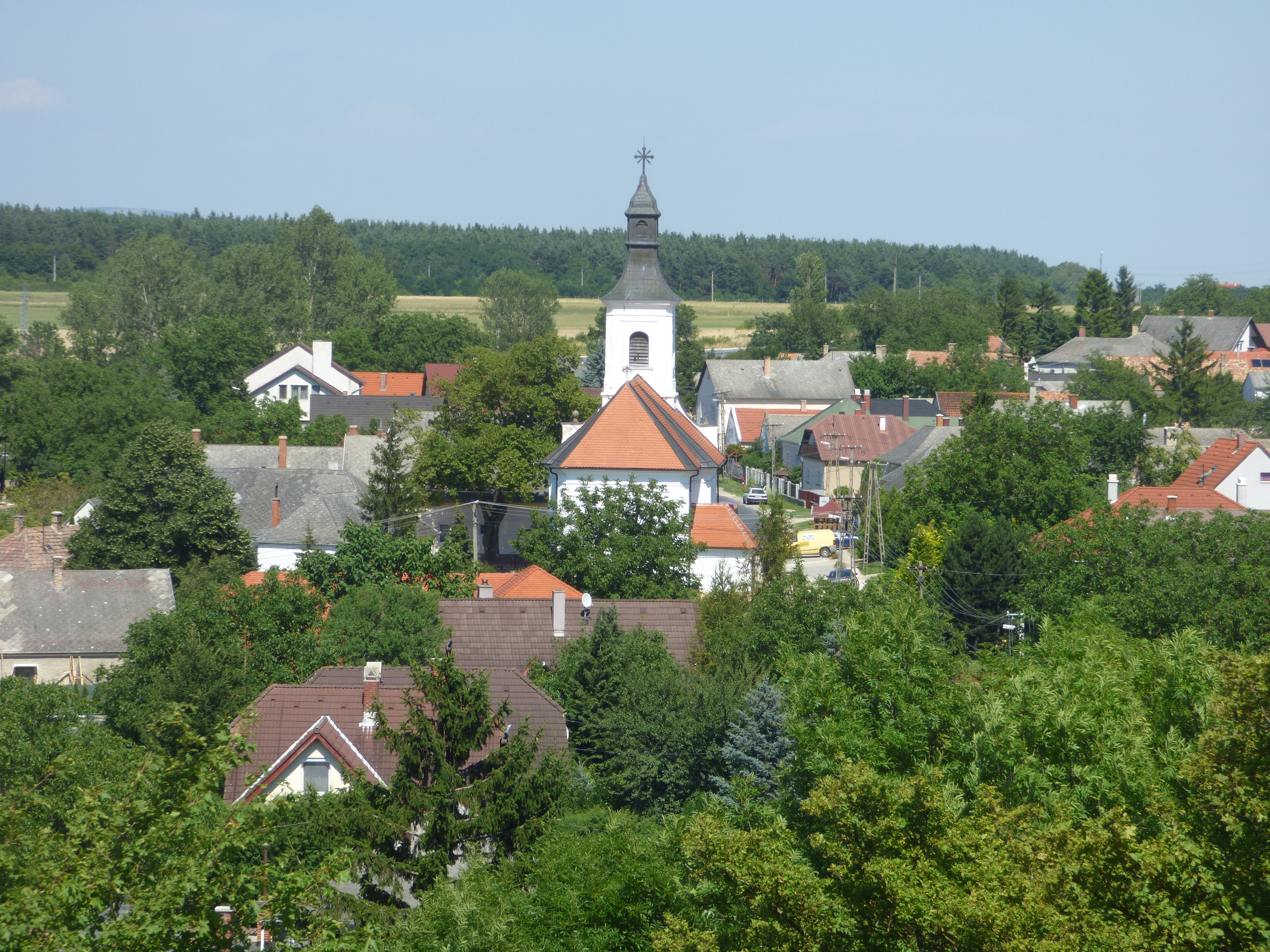
Blick vom Burgberg nach Osten